# Geodia agassizii
Geodia agassizii es una especie de esponja de la familia Geodiidae. La especie fue descrita por primera vez por Lendenfeld en 1910.